# Das Floß der Medusa

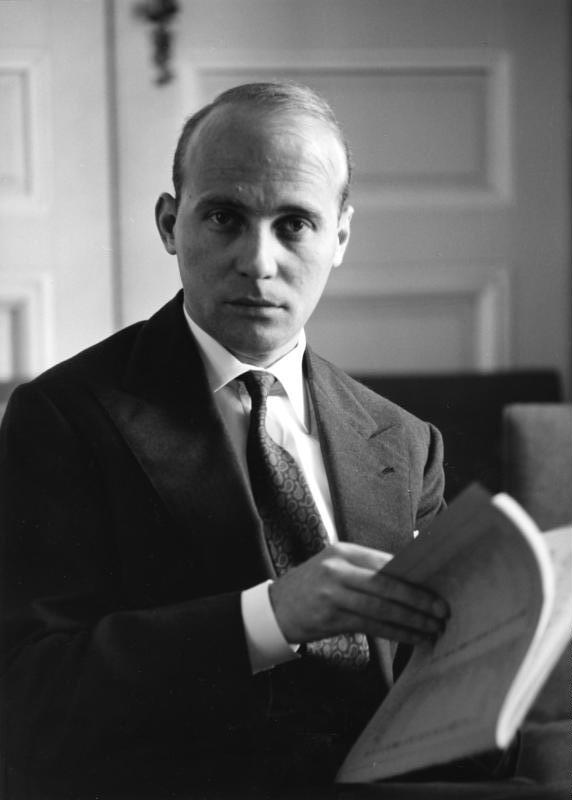
Hans Werner Henze 1960

Das Floß der Medusa (Medusas flotte) är ett sekulärt oratorium i två delar för sopran, baryton, talröst, blandad kör, nio gossar och orkester med musik av den tyske tonsättaren Hans Werner Henze och libretto av Ernst Schnabel. Det betraktas som ett banbrytande verk i kompositörens anpassning till vänsterpolitiken. Verket skapades 1967/1968 och skulle ha haft premiär den 9 december 1968 i Hamburgs park Planten un Blomen och direktsändas i NDR-radio. Men politiska protester från 68-vänstern ledde till upplopp och en polisoperation, så att föreställningen måste ställas in. Istället sändes en inspelning av generalrepetitionen i radion. Den misslyckade premiären anses vara en av de mest spektakulära skandalerna i musikhistorien.

## Bakgrund
Henze skrev det som ett Requiem för Che Guevara och tonsatte den till en text av Ernst Schnabel. Den berättar historien om den franska fregatten Méduse som gick på grund utanför Afrikas västkust 1816, en skamlig episod i fransk politisk och maritim historia, förevigad av målningen med samma namn 1818-1819 av Théodore Géricault. 
Innehållet i oratoriet bygger på en historisk tragedi från 1816: den franske kungen Ludvig XVIII hade skickat en expedition på fyra fartyg under befäl av Hugues Duroy de Chaumareys för att återta kontrollen över den tidigare kolonin Senegal, som skulle återlämnas av britterna i enlighet med den första Parisfreden. Ombord på flaggskeppet Méduse befann sig, förutom soldaterna, också inbjudna gäster och följe av kvinnor och barn. Fartygen avseglade den 17 juni 1816. Den 2 juli, strax före mål, stötte Méduse på ett rev i Arguins sandbankar. Vid den här tiden hade hon drivit långt bort från de andra fartygen. Eftersom alla försök att befria Méduse misslyckades övergavs hon efter tre dagar. Officerarna och gästerna tog sin tillflykt till livbåtarna. De återstående 149 personerna i besättningen med kvinnor och barn inkvarterades på en flotte, som till en början bogserades av båtarna. Men för att påskynda räddningen lät befälhavaren snart kapa av repen och lämnade folket på flotten åt sitt öde. Under de många dagarna utan hjälp dog de flesta av värme, hunger, törst, galenskap eller strider. Fall av kannibalism har också rapporterats. Den 17 juli upptäckte briggen Argus flotten och plockade upp de sista femton överlevande, varav fem senare dog.

## Verkhistorik

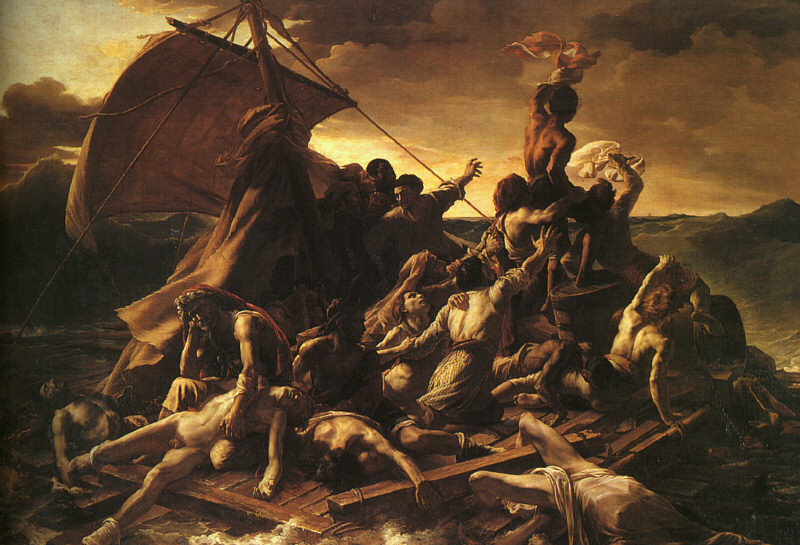
Medusas flotte, målning av Théodore Géricault

Oratoriet följer berättelserna från två överlevande, lantmätaren Alexandre Corréard och kirurgen Henri Savigny, samt målningen Medusas flotte av Théodore Géricault. Berättarna är Charon, den mytologiska färjkarlen som för de döda över floden Styx till underjorden, och besättningsmedlemmen Jean-Charles, en mulatt i fransk tjänst. I slutet av odysséen viftar han med ett rött tygsjok för att uppmärksamma det räddande skeppet på flotten, men faller sedan ner i ångest som han aldrig vaknar från. Oratoriet använder en stor orkester, en högtalare, en sopran, en baryton och körer. Sopranen representerar den allestädes närvarande döden, som kallar folket på flotten till sig med sirenliknande lockande sånger. Dessa döende synliggörs av körens och orkesterns rumsliga arrangemang: "Till vänster om scenen de levande och vindarna, till höger de döda och strängarna, i mitten trummorna." Från den nionde sektionen och framåt migrerar de flesta korister gradvis från de levandes sida till de dödas.

Texten är huvudsakligen på tyska, med tillägg av passager på italienska hämtade från Dante Alighieris Divina comedia sjungna av några av de döda. Bortsett från dedikationen och en möjlig musikalisk referens till en populär vänsterslogansång på 1960-talet, "finns det väldigt lite annat i text eller musik som väcker politiska känslor", skrev en kritiker. Han tyckte att verket "var skickligt sammanställt, gnistrande i sin poäng och i [dess] bästa stunder ... en överhettad, expressionistisk berättelse."
Henzes "Oratorio vulgare e militare" Das Floß der Medusa skapades 1967/1968 på uppdrag av NDR i Hamburg. I kompositörens beskrivning är det "den sjungna läsningen av loggboken för en flotte i en olycka på öppet hav och lastad med många döende människor. De döende är människor från tredje världen, offer för hjärtlösheten hos egoister från de rikas och mäktigas värld. Den ovannämnda "loggboken" hade publicerats på franska 1817 och på engelska och tyska året därpå.
Grundidén och librettot skrevs av poeten Ernst Schnabel. Enligt Henze tog boken flera år att planera och färdigställa. Under arbetet med komposition påverkade omvärlden hans arbete, så att han "kände en ökande närhet till den, och medkänsla, kärlek och solidaritet växte inom mig för de förföljda, för människor som lider, som är rädda för döden, för minoriteterna, som faktiskt representerar en majoritet, för de förödmjukade och skadade". Författarna såg verket som en allegori, "som en beskrivning av en kamp: en kamp för det nakna livet, ur vilken en kämpaglöd och beslutsamheten att förändra outhärdliga förhållanden senare skulle uppstå".
Under avslutningen av oratoriet fick författarna veta "att en gerillaledare hade dödats i Bolivia, dödad av ett styrsystem som en värld med samvete inte borde tillskriva förmågan att ansvara" (Ernst Schnabel). Även om handlingen i deras arbete endast motsvarade detta "externt och oavsiktligt", tillägnade de verket sedan "In memoriam Ernesto Guevara". När NDR fick reda på detta kom man överens om att trycka librettot utan politiserande engagemang i programhäftet.

## Skandalpremiären

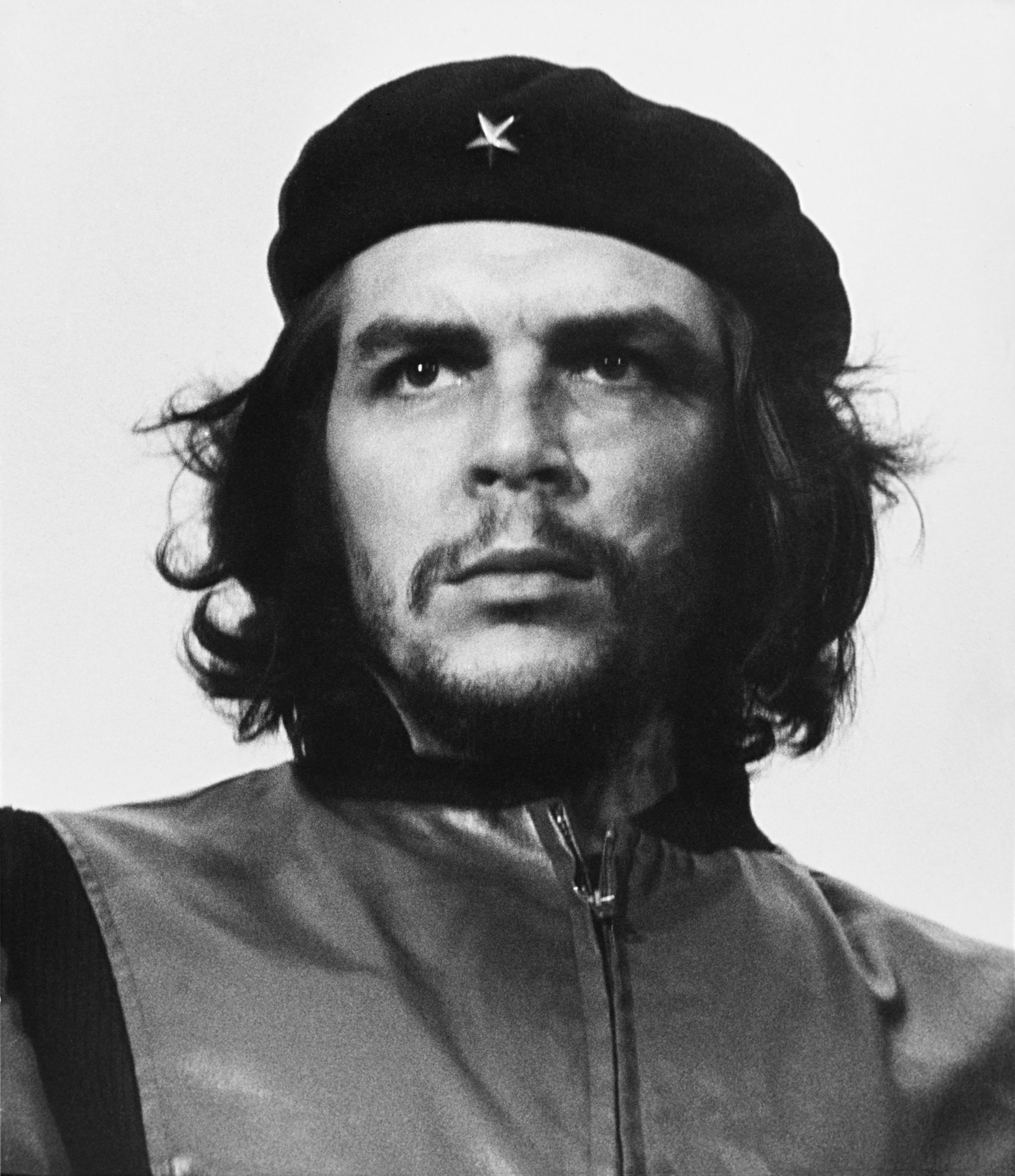
Che Guevara.

Premiären skulle äga rum den 9 december 1968 på scenen i Planten un Blomen och direktsändas i NDR-radio. Kompositören själv skulle dirigera NDR Symfoniorkester, NDR-kören, RIAS-kammarkör och Hamburgs gosskör. Solisterna var Edda Moser (sopran), Dietrich Fischer-Dieskau (baryton) och Charles Regnier (berättare). Strax innan föreställningen skulle börja hängde en student upp en stor affisch av Che Guevara på talarstolen, vilken revs ner av en tjänsteman från NDR-radion. Några studenter hissade sedan den röda flaggan och ett annat Che-porträtt sattes upp på dirigentpulten; några anarkister höjde den svarta flaggan och flygblad från Sozialistischer Deutscher Studentenbund delades ut varpå tumult och offentligt upplopp utbröt. Vid denna tidpunkt, även om Henze och solister hade anlänt på scenen, började RIAS-kören skandera "Under den röda flaggan sjunger vi inte" och lämnade scenen. Efter diverse bråk kom polisen och började föra bort studenterna och tog Schnabel med sig. Henze dök upp igen och uppgav att polisingripandet hade gjort en föreställning omöjlig och ledde en del av publiken i en sång av "Ho, Ho, Ho Chi Minh!" innan de skingrades. Livesändningen på radion avslutades efter tjugo minuter och en inspelning från generalrepetitionen sändes. Därefter bojkottades Henze, som anklagades för trolöshet mot huvudman, i åratal till stor del av tyska operahus, radiostationer och konsertarrangörer.
Skandalen hade inget direkt samband med verket, utan hade iscensatts utifrån. Den 2 december 1968 beskrevs Henze polemiskt i en Der Spiegel-artikel som en "kapare av modern musik" för vilken "revolutionen endast äger rum i dedikationen". Hans "flotte driver, som alla Henziader, i kölvattnet av den musikaliska kontrarevolutionen." Detta ledde till debatter om ämnen som konst och marknad, estetik och "medvetenhetsindustrin". På kvällen för den planerade premiären framträdde socialistiska studenter och protesterade mot den "borgerliga publiken" och den "kapitalistiska kulturindustrin", som förhindrade sann "revolutionär konst". Deras protester var uttryckligen inte riktade mot Henze, utan mot konsertens "ritual", som "firades för en borgerlig publik". Det fanns krav på diskussioner om "nya modeller för musikutövning".
Enligt Henzes egna minnen hade demonstranterna ursprungligen placerat en affisch av Che Guevara på konsertscenen, som revs ner av radions programchef. Andra demonstranter satte då upp en röd flagga istället. Trots att han ombads av radions juridiska ombud att ta bort den och kören inte ville sjunga bakom en röd flagga, vägrade Henze. Det var upplopp i publiken. Några arga människor kom in på podiet. Som ett resultat marscherade hundra poliser, uppenbarligen redan i beredskap, från de bakre ingångarna genom stolsraderna in i hallen. Henze själv uttryckte solidaritet med studenterna och sjöng stridsropet "Ho – Ho – Ho Chiminh" med dem. Situationen eskalerade och ett handgemäng följde. Flera personer greps, däribland librettisten Ernst Schnabel, som ådrog sig skador och senare anklagades för "motstånd mot statens auktoritet" och "försök till frigivning av fångar". Det var ett långt rättsfall, där i slutändan ingenting kunde bevisas mot honom. Schnabel klagade senare över att det inte fanns något korrekt frikännande. Den misslyckade premiären anses vara en av de "mest spektakulära skandalerna i musikhistorien".

### Senare premiärer och uppsättningar
Oratoriet uruppfördes slutligen vid en konsertföreställning på Musikverein i Wien den 29 januari 1971 med ORF.symfoniorkester och ORF-kören som dirigerades av Miltiades Caridis. Solisterna var Edda Moser, William Pearson (baryton) och Helmut Janatsch (berättare). Den första scenuppsättning gavs på Staatstheater Nürnberg den 15 april 1972 i en produktion av Wolfgang Weber. Scenografin gjordes av Peter Heyduck och kostymerna av Margret Kaulbach. Dirigent var Hans Gierster.
Ytterligare framträdanden ägde rum 1973 i Köpenhamn (dirigent: Miltiades Caridis), 1974 i Leipzig (dirigent: Herbert Kegel), 1975 i Florens (dirigent: Hans Gierster), 1977 i Royal Albert Hall i London (dirigent: David Atherton), 1986 i Turin, Wien och Frankfurt am Main (dirigent: Caridis), 1991 i Londons Barbican Centre (dirigent: Simon Joley), 1993 i Herkulessaal i München Residenz (dirigent: Elgar Howarth), 1994 på Kölner Philharmonie (dirigent: Ingo Metzmacher), 1996 på Konzerthaus Berlin (dirigent: Howarth), 1997 i Birmingham och London (dirigent: Simon Rattle), 2001 på Hamburger Musikhalle (dirigent: Metzmacher), 2005 i Madrid (dirigent: Josep Pons), 2006 på Berlin Philharmonie (dirigent: Rattle), 2014 på Concertgebouw Amsterdam (dirigent: Markus Stenz), 2017 på Wiener Konzerthaus (dirigent: Cornelius Meister), 2017 på Konzerthaus Freiburg och Hamburg Elbphilharmonie (dirigent: Péter Eötvös) samt 2018 på De Nationale Opera Amsterdam (dirigent: Metzmacher) och i Bochums Jahrhunderthalle (dirigent: Steven Sloane).
1990 reviderade Henze slutet av oratoriet. I den avlägsnade han "Ho - Ho - Ho Chi-minh"-ropet som pukorna spelade med en tillagd ny instrumental psalm. 2006 framfördes verket av Berlinerfilharmonikerna under ledning av Sir Simon Rattle i Berliner Philharmonie konserthus.

## Personer
- Döden (sopran)
- Jean Charles (baryton)
- Charon (berättare)
- De levandes kör
- De dödas kör (blandad kör)
- Barnkör

## Struktur
Så sent som 1985 ansåg musikforskaren Kurt Pahlén att det var "helt otänkbart att diskutera detaljer i verket". Henze använde "alla tonala medel från 1920-talet på ett koncentrerat och raffinerat sätt". På grund av att kören delas upp i otaliga polyfoniska individuella röster är det "helt omöjligt" att "höra" intervaller. Resultatet är dock en "ljudmålning av skrämmande realism". Pahlen noterade också "anmärkningsvärda poetiska krafter" i texten och scenerna "av utomordentligt visionär kraft".
Undertiteln "Oratorie volgare e militare" hänvisar till Henzes motivation att komponera för det vanliga folket, som enligt hans mening drabbades av repressalier 1968. Den andra betydelsen av termen "militare" som "defensiv" ska tolkas som en subliminal uppmaning till motstånd.
Karaktärerna Döden (La Mort) och berättaren hänvisar till idéer som utvecklats av Jean Cocteau för Igor Stravinskijs oratorium Oedipus Rex (1927) och filmen Orphée (1950). För La Morts ord använde Schnabel citat från Dantes Divina commedia. Mulatten Jean-Charles förekommer endast marginellt i de historiska källorna. Han är dock en central figur i Géricaults målning. Uppdelningen av kören i levande och döda är också språkligt igenkännlig. De levande sjunger på tyska eller alternativt på engelska, de döda på italienska. Satserna i båda delarna av oratoriet (satserna II och XII) som kallas "Motto" går tillbaka till Blaise Pascals Pensées. Således har librettot flera lager, som bildas av den historiska berättelsen, Dantes verser, Pascals tankevärld och motiv i målningen.
Henzes instrumentering är baserad på "stil och färg" i Géricaults målning. Analogt med "bildens mörka färgsättning" skiljer han sig särskilt i de lägre registren, där han kräver alt-, tenor- och basformer från de olika instrumentfamiljerna. Brass- och slagverksuppsättningen är ovanligt stor. Å andra sidan behövs inte mer än det vanliga antalet stråkar. Det finns ingen allmän separation av första och andra fiolerna, men alla stråkstämmor är uppdelade i enskilda delar.
Slagverket har en speciell betydelse i de sista 36 takterna. Här slår pukorna ostinatorytmen i stridsropet "Ho – Ho – Ho Chi-minh":
Fler slagverksinstrument kommer in och tempot accelererar. Samtidigt rapporterar Charon om räddningen av briggen Argus och avslutar med orden: "Men de överlevande återvände till världen: lärda av verkligheten, ivriga att störta den." I Henzes reviderade version från 1990 följs Charons ord av en instrumental psalm av blåsarna och stråkarna, som överröstar trumrytmen och ersätter "agitationen" med en "glimt av hopp".
Liksom stråkarna är kördelarna ofta uppdelade. Den vokala delen av La Mort motsvarar stilistiskt delarna av andra verk av Henze. Charons talroll växlar mellan fritt tal, rytmiskt tal och exakt noterat tal i upp till sju register. Rollen som Jean-Charles, tänkt för Dietrich Fischer-Dieskau, använder sig också av Sprechgesang med en "instabil" tonhöjd, liknande vad Arnold Schönberg krävde i Pierrot Lunaire, och olika ovanliga sångtekniker.
Oratoriets barnkör är ett tillägg av Henze. Det finns inget i de historiska berättelserna som tyder på att de barn som nämns i embarkeringslistan inkvarterades på flotten. I oratoriet är de å andra sidan bland de första offren. Musikaliskt representeras detta av en enkel räknevers som upprepas flera gånger.
Henze använder ofta en metod som musikforskaren Peter Petersen kallade "falska ekon". Det förekommer redan i räkneverserna, när några av barnen reciterar motivet i en förvrängd form eftersom de redan är på de dödas sida. Även i de två sångarnas duetter finns flera sådana "stridsdialoger med ojämn fördelning av vapen" – ojämlika eftersom La Mort redan känner till Jean-Charles förestående död i sina svar. "Deras mål är att göra honom redo för döden och avskräcka honom från illusioner. Det är därför deras svar är som falska ekon som mottagaren uppfattar undermedvetet i bästa fall".
Hela verket är baserat på en enda tolvtonsserie, vars elva transponeringar Henze arrangerade i stigande kvinter i sin serietabell:
Parallellt tänkte sig Henze en rytmserie med en varaktighet på 46 åttondelsnoter, som också inkluderar fjärdedels- och åttondelspauser. I partituret motsvarar respektive åttondelsnot intervallen mellan på varandra följande notinsatser. Pauserna motsvarar därför endast tiden mellan insatsen och den okomponerade tystnaden. Henze använder denna serie i olika varianter, både i grundformen och i omvända former. I siffror motsvarar serien följande tonlängder, med en varaktighet på 1 som motsvarar det minsta värdet:
1–4–4–1–1–4–2–2–1–2–1–1–5–2–1–3–4–5–1–1
Dessutom använde sig Henze av sin typiska "meloditeknik" - längre sekvenser, som han bearbetade i olika former, liknande tolvtonsserien. Finalen innehåller en sådan "melodi" på 60 toner, vars huvudstämma ersätts av olika instrument. Melodin bryter av här på tredje slaget med den 17:e tonen. Totalt tar processen 69 takter i långsam takt.
Henze skrev i sin självbiografi att han hade baserat sin körskrift på Johann Sebastian Bachs passioner. Ett uppenbart citat från Bach finns i avsnitt XVI, de överlevandes fuga och tillkännagivande av frälsning med texten "Vi har ingen lag, och vi dör för att riken inte har något samvete". Denna passage motsvarar i textdelen och melodin kören "Vi har en lag, och enligt lagen ska han dö" från Johannespassionen. För att understryka uttrycket av klagan använder Henze inte bara kromatik utan också totalt fjorton underavdelningar av kören. Varje körsolist motsvarar alltså en av de fjorton som lever vid denna tidpunkt i handlingen. Kompositionen kondenseras av ytterligare insatser i rösterna. Dessutom finns det klagomål på den italienska stavelsen "ahi" och glissandoeffekter.

### Del 1
Die Einschiffung zum Untergang [ombordstigning till katastrof]
1. Prolog des Charon
2. Motto "Vom Hafen aus..."
3. Ordre und Musterrolle [Dagens ordning och upprop] "Vive le roi!"
4. Journal der Überfahrt [resejournal] "Die See war still..."
5. Eine Antwort [ett svar] "Den Bänken von Arguin..."
6. Versuch zur Rettung [räddningsförsök] "Drei Tage Kampf um das Schiff..."
7. Die Ausschiffung [landstigning] "Wir standen an der Reling..."
8. Ballade vom Verrat [ballad om svek] "Wir schauten auf..."
9. Gesang mit neuen Stimmen [psalm för nya röster] "Per correr migliori acque..."
10. Anweisungen für den zweiten Tag [instruktioner för andra dagen] "Es kam der zweite Tag..."

### Del 2
Die neunte Nacht und der Morgen [nionde natten och morgonen]
1. Feststellung der Lage [situationsrapport] "Ein Ende vor Augen..."
2. Motto "Wieviele Königreiche..."
3. Appell unter dem Monde [upprop under månen] "La luna, quasi a mezza notte tarda..."
4. Die Rechnung zum Tode [dödsräkning] "Mitternacht"
5. Die Ballade vom Mann auf dem Floß [balladen om mannen på flotten] "Da ging ein Mann über das Floß..."
6. Fuge der Überlebenden und Ankündigung der Rettung [fuga om de överlevande och utsikten till räddning] "Wir haben kein Gesetz..."
7. Finale "Schau auf!"

## Orkesterbesättning
Operans massiva orkester kräver följande instrument:
- Träblåsinstrument: fyra flöjter (1:a och 2:a även piccolaflöjt, 3:e och 4:e även altflöjt), oboe, oboe d'amore, engelskt horn, heckelfon, Essklarinett, klarinett, altklarinett (eller bassetthorn), basklarinett, sopransaxofon, tenorsaxofon, två fagotter, kontrafagott
- Bleckblåsinstrument: fyra valthorn, piccolatrumpet, två trumpeter, bastrumpet, alttrombon (tenortrombon), bastrombon, altofikleid (eller bombardino), basofikleid (eller trombon med kvartsventil), bombardon (eller tuba i F), Wagnertuba, bastuba, kontrabastuba
- Pukor, trummor (tolv spelare):
  - Tre trianglar
  - tre hängande cymbaler
  - Parcymbaler
  - Tre gongar
  - koskällor
  - fem tamtams
  - Baskisk tamburin
  - liten militärtrumma
  - Tre bongotrummor
  - Tabla
  - orientaliskt träblock
  - bastrumma
  - två kinesiska tempelblock
  - Metallblock
  - Träklossar
  - Maracas
  - Güiro
  - hängande bambupinnar
  - tre metallplåtar
  - Skalklockor (hängande musselskal)
  - Vibrafon
  - Marimba
  - Rörklockor (fem spelare)
- två harpor
- Piano, elorgel
- Elgitarr, elbas
- Stråkar: tolv violiner, åtta viola, sex celli, fyra kontrabasar

## Inspelningar
- 1968 – Hans Werner Henze (Dirigent), Symphonie-Orchester des NDR Hamburg, Chor des NDR Hamburg.
 Edda Moser (Döden), Dietrich Fischer-Dieskau (Baryton), Charles Regnier (Berättare).
 Studio-Aufnahme; Besetzung der Uraufführung vom 9. Dezember 1968.
 DGG 2 LP 2 CD.[18]
- 29 maj 1994 – Ingo Metzmacher (Dirigent), Gürzenich-Orchester der Stadt Köln, Kölner Philharmoniker, Chor des WDR Köln.
 Lucy Shelton (Döden), Robert Borg (Jean-Charles), Franz Mazura (Charon).
 Live, konsertant från Köln, med det reviderade slutet från 1990 och ändrad ordningsföljd bland musiknumren.[18]
- 15 september 1996 – Elgar Howarth (Dirigent), Rundfunk-Sinfonieorchester Berlin, Rundfunkchor Berlin, Rundfunk-Kinderchor Berlin.
 Lucy Shelton (Döden), Roman Trekel (Jean-Charles), Jörg Gudzuhn (Charon).
 Live, konsertant från Berliner Konzerthaus.[18]
- 17 november 2017 – Péter Eötvös (Dirigent), SWR Symphonieorchester, WDR Rundfunkchor Köln, SWR Vokalensemble Stuttgart, Freiburger Domsingknaben.
 Camilla Nylund (Döden), Peter Schöne (Jean-Charles), Peter Stein (Charon).
 Live från Hamburger Elbphilharmonie.
 Radioutsändning 26 november 2017 från SWR2.[19]
- 26 mars 2018 – Ingo Metzmacher (Dirigent), Romeo Castellucci (Inscenering), Julien Condemine (Regi), Netherlands Philharmonic Orchestra, Cappella Amsterdam, Chor der DNO, Nieuw Amsterdams Kinderkoor.
 Lenneke Ruiten (Döden), Bo Skovhus (Jean-Charles), Dale Duesing (Charon).
 Video; live från De Nationale Opera Amsterdam.
 Internetstream auf Arte Concert.

## Weblänkar
- NDR kulturradar: Die gescheiterte Radioübertragung. Mitschnitt der ersten Minuten auf YouTube
- NDR kulturradar: Ernst Schnabel über den 9. Dezember 1968. Interview auf YouTube
- Benedikt Vennefrohne: Unterrichtsmaterial der Konzertdidaktischen Kooperation des SWR mit dem Ministerium für Kultus, Jugend und Sport Baden-Württemberg, empfohlen ab Klasse 10
- SDS-Projektgruppe „Kultur und Revolution“, AStA der Hochschule für Musik in Berlin: Flugblatt „In Sachen Henze“ (PDF)
- Arbeitskreis der Sozialistischen Musikstudenten: Flugblatt „An die Anwesenden …“ (PDF)
- Affären / Henze – Sie bleibt. Bericht über die gescheiterte Uraufführung. In: Der Spiegel, 16. Dezember 1968